# 司马卬
司马卬（？—前205年），项羽所封十八诸侯之殷王。 

## 生平
司马卬本来是赵国的将军，鉅鹿之战后随项羽進軍關中。灭秦后，项羽分魏国为殷国，封司马卬为殷王，統治河內，建都朝歌。司馬卬後來反叛項羽，被當時是項羽部將的陳平擊敗，被迫歸降。汉高帝二年（前205年）三月，汉王刘邦攻佔河內，俘虜了司馬卬，在原地設置河内郡。四月，彭城之战，刘邦大败于项羽，司马卬在此際死去。

## 后事
後來建立晉朝的河內司馬氏自稱是司馬卬的後代。

## 家庭

### 曾祖
- 司马蒯聩[5]

### 祖父
- 司马昭豫[5]

### 父亲
- 司马宪[5]